# LVB-250F
LVB-250F – serbska bomba kierowana laserowo, bomba burząca.
LVB-250F powstała przez wyposażenie bomby burzącej FAB-250 w zamocowany z przodu blok naprowadzania i kierowania, i zamocowany z tyłu zespół powierzchni nośnych. Kierowanie bomby jest prowadzone przez system sterów. Zamocowany na bombie czujnik światła laserowego wykrywa promienie laserowe odbite od celu, do którego bomba jest kierowana. Promień lasera wysyłany jest przez podświetlacz celu zamocowany w samolocie lub umieszczony na powierzchni (woda, ląd).
Bomba LVB-250F może być podwieszana pod belkami bombowymi NATO (rozstaw zamków 356 mm), jak i Układu Warszawskiego (rozstaw zamków 250 mm). Może być zrzucana z wysokości do 5000 m, przy kącie natarcia nosiciela w zakresie 0-45° i prędkości do 0,9 macha. Odchylenie kołowe punktu trafienia w założeniu nie przekracza 5 m.
Do 2007 roku przetestowano wszystkie podzespoły bomby, ale badania kompletnej bomby kierowanej nie zostały przeprowadzone.